# Strahlenexposition

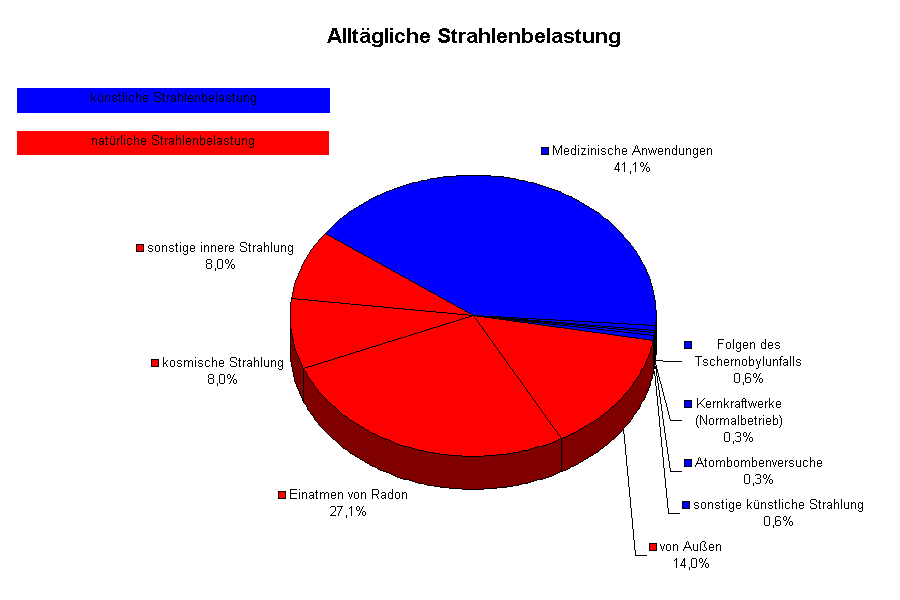
Natürliche und künstliche Strahlenbelastungen

Als Strahlenbelastung oder auch Strahlenexposition bezeichnet man die Einwirkung von ionisierender Strahlung auf Lebewesen oder auf Materie. Im Gegensatz zum Begriff Strahlenexposition setzt Strahlenbelastung im Sprachgebrauch des Strahlenschutzes eine schädigende Wirkung voraus.

## Quantifizierung der Strahlenexposition
Zur Quantifizierung der Strahlenexposition von Menschen verwendet man den Begriff der Strahlendosis.
Als Energiedosis D (SI-Maßeinheit Gray mit dem Einheitenzeichen Gy) bezeichnet man die spezifische Energiemenge, die von einer bestimmten Materiemenge durch Absorption der Strahlung aufgenommen wird. Wird von einem Organ mit einer Masse mT (SI-Maßeinheit kg) eine bestimmte Energie E (SI-Maßeinheit J) absorbiert, so wird der Quotient {\displaystyle {\tfrac {E}{m_{\text{T}}}}} als Organenergiedosis DT,R bezeichnet:
{\displaystyle D_{\mathrm {T,R} }={\frac {E}{m_{\text{T}}}}}
Um die Wirkung der Strahlung auf den menschlichen Körper auszudrücken, reicht die Angabe der Energiedosis nicht aus, da die verschiedenen Strahlungsarten bei gleicher Energiemenge im Körpergewebe unterschiedliche biologische Wirkungen haben. Die biologischen Wirksamkeiten werden durch Strahlungswichtungsfaktoren berücksichtigt. Das Produkt aus Organenergiedosis und Wichtungsfaktor heißt Organäquivalentdosis (früher Organdosis). Die SI-Maßeinheit ist das Sievert mit dem Einheitenzeichen Sv. Anzumerken ist, dass die Wichtungsfaktoren (zum Beispiel für Belastung durch Neutronenstrahlung) nicht unumstritten sind.
Als dritter Schritt in diesem System ist noch die unterschiedliche Strahlenempfindlichkeit der Organe und Gewebe zu berücksichtigen. Die Haut des Menschen ist beispielsweise weniger empfindlich gegenüber einer Strahlenexposition als verschiedene innere Organe. Daher führt man den Begriff der effektiven Dosis ein, bei der durch organ- bzw. gewebespezifische Faktoren deren Empfindlichkeiten Rechnung getragen wird. Die effektive Dosis ist die Summe der gewichteten Organäquivalentdosen aller einzelnen Organe und ein Maß für das Risiko, das durch die Strahlung verursacht wird. Die Angabe einer Strahlendosis ohne genauere Bezeichnung bezieht sich meistens auf die effektive Dosis. Mit der effektiven Dosis wird das Auftreten von stochastischen Strahlenschäden quantifiziert.
Vereinfacht gesagt wird also aus der vom Körper aufgenommenen Energiedosis durch Gewichtung der biologischen Gefährlichkeit der Strahlenart und der Empfindlichkeit der bestrahlen Organe die Rechengröße effektive Dosis ermittelt. Dieser Wert kann verwendet werden, um die Folgen der Strahlenbelastung abzuschätzen.
Die Strahlenbelastung wird in Europa auf der Basis von Artikel 35 des Euratom-Vertrags (EAGV) beziehungsweise § 161 Absatz 1 des Strahlenschutzgesetzes (StrlSchG) in Deutschland, mit Hilfe von Gamma-Ortsdosisleistungs-Messnetzen erfasst. In Deutschland betreibt das Bundesamt für Strahlenschutz hierzu das ODL-Messnetz mit etwa 1800 Sonden. Die radiologische Gefährdungslage beschreibt die Bewertung der Gefahren ionisierender Strahlung.

## Strahlenexposition durch natürliche Quellen

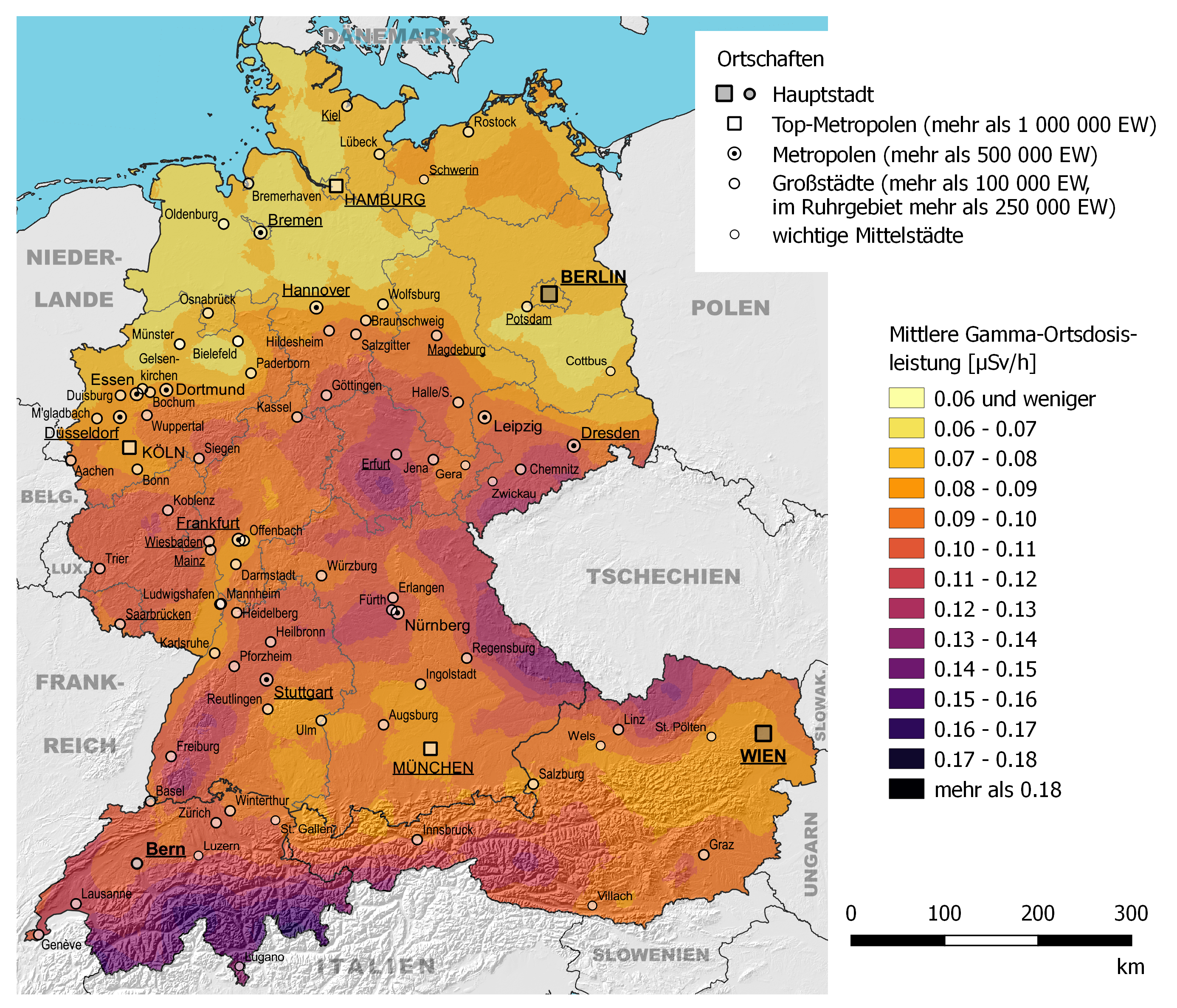
Mittlere Strahlenexposition (Dosisleistung in µSv/h) außerhalb von Gebäuden in Deutschland, Österreich, Liechtenstein und der Schweiz. Die Karte zeichnet die Oberflächengeologie nach: Niedrige Werte im eiszeitlich geprägten Norden Deutschlands, mittlere und hohe Werte in den Mittelgebirgen und im Alpenraum, insbesondere dort, wo kristallines Grundgebirge zutage tritt.

Die gesamte Welt und damit auch die Menschen sind ständig ionisierender Strahlung ausgesetzt. Die Ursache dafür sind natürliche Strahlenquellen, die unabhängig vom Menschen entstanden sind und existieren. Aus dem Weltall gelangt kosmische Strahlung auf die Erde. Aufgrund der schützenden Lufthülle ist die Stärke von der Höhenlage abhängig. Im Durchschnitt führt die kosmische Strahlung am Boden zu einer effektiven Dosis von etwa 300 µSv pro Jahr. Reist man mit einem Flugzeug, so reduziert sich die Schutzwirkung der Lufthülle in Abhängigkeit von der Flughöhe und der geographischen Breite des Fluges; im Innern eines Flugzeuges in 10 bis 12 Kilometer Höhe sind 5 µSv pro Stunde eine typische Dosisleistung. Bei einem Flug von Frankfurt nach Tokio wird man dadurch einer Strahlenbelastung in der Größenordnung von 60 µSv (beim Flug in niedrigen Breiten, etwa über Indien) bis über 100 µSv (beim Flug über den Pol, wo das Erdmagnetfeld weniger schützend ist) ausgesetzt. Die Bevölkerungsdosis wurde auf ca. 40 kSv/a geschätzt (2000–2013).
Wegen der kosmischen Strahlung (Höhenstrahlung) zählt das fliegende Personal zu den Berufsgruppen mit der höchsten mittleren Strahlenexposition. Mit durchschnittlich 2,35 Millisievert effektiver Dosis pro Person lag die mittlere Strahlenexposition im Jahr 2009 um 20 Prozent höher als noch 2004. Die Bandbreite reichte von weniger als 0,2 Millisievert bis zu Spitzenwerten von sieben Millisievert pro Jahr. Die Höhenstrahlung veränderte sich während eines etwa elfjährlichen Zyklus mit der Sonnenaktivität und hat im Zeitraum von 2004 bis 2009 deutlich zugenommen.
Eine weitere Strahlungsquelle sind die natürlichen Radionuklide in Böden und aufgeschlossenem Gestein, die als terrestrische Strahlung bezeichnet wird. Ursache sind primordiale Radionuklide, also solche, die vor der Entstehung des Sonnensystems gebildet wurden und aufgrund ihrer langen Halbwertzeit heute noch in merklichen Mengen vorhanden sind. Insbesondere plutonische Gesteine und speziell das aus einem stark differenzierten Magma hervorgehende Gestein Granit weisen nennenswerte Gehalte von Uran und Thorium auf.
Aus dem Boden gelangen die natürlichen Radionuklide in Wasser, Pflanzen und Tiere und damit in die Nahrung des Menschen. Alle Nahrungsmittel und auch das Wasser enthalten geringe Konzentrationen natürlicher Radionuklide. Am häufigsten ist das radioaktive Element 40K. So enthält jeder Mensch selbst eine gewisse Menge natürlicher Radionuklide. Diese sind die Ursache für eine Aktivität von etwa 9.000 Becquerel (Bq) im Körper eines durchschnittlichen Menschen.
Eine besondere Stellung unter den natürlichen Radionukliden nimmt das Radon ein. 222Rn ist ein radioaktives Edelgas, das aus dem Boden stammt und in geringer Konzentration praktisch überall vorkommt (siehe Radonbelastung). Es entsteht aus dem Zerfall von Uran und zerfällt selbst in eine Reihe weiterer Nuklide. Im Freien wird es rasch verdünnt, in Wohnungen kann es sich jedoch unter Umständen zu höheren Konzentrationen anreichern, insbesondere in einigen Gebieten Deutschlands, in denen besondere geologische Verhältnisse existieren. Die durchschnittliche Radonkonzentration in Wohnungen beträgt in Deutschland etwa 50 Bq/m³, in Österreich sind 400 Bq/m³ als Richtwert (wobei in zahlreichen Gegenden der Wert höher liegt), für Neubauten 200 Bq/m³ als Planungsrichtwert angegeben (ÖNORM S5280-2,3 und Natürliche Strahlenquellen-Verordnung NatStrV).
Insgesamt beträgt die effektive Dosis des Menschen durch natürliche Quellen etwa 2,4 mSv pro Jahr, etwa die Hälfte davon wird durch das Radon verursacht. Der Wert schwankt jedoch regional und liegt in Deutschland zwischen ein und fünf Millisievert pro Jahr, in Österreich liegt die Belastung mit ionisierender Strahlung durchschnittlich bei etwa 100 nSv/h (70–200 nSv/h, Alarmpegel der Ortsdosisleistung ist 300 nSv/h), die Dosis also bei etwa 1 mSv/Jahr; einschließlich Radon sind es etwa 2,5 mSv/Jahr. Innerhalb Europas gibt es Dosen bis etwa 10 mSv pro Jahr. Eine der höchsten natürlichen Strahlenbelastungen weltweit findet sich im iranischen Ramsar mit einer durchschnittlichen jährlichen effektiven Dosis von ca. 7 mSv und Spitzenwerten von bis zu 131 mSv.

## Übersicht: Kosmische Strahlung
| Höhe über dem Erdboden                | Effektive Dosis im Jahr                         |
| ------------------------------------- | ----------------------------------------------- |
| 300 km (außerhalb des Space Shuttles) | 400–500,0 mSv (bei ruhiger Sonne)               |
| 300 km (Space Shuttle)                | 100–200,0 mSv (bei ruhiger Sonne)               |
| 010 km (Flugzeug-Reisehöhe)           | 000–040,0 mSv (bei Daueraufenthalt)             |
| 003800 m                              | 000–001,8 mSv                                   |
| 003000 m                              | 000–001,0 mSv                                   |
| 002000 m                              | 000–000,6 mSv kosmisch + ca. 1 mSv terrestrisch |
| 000000 m                              | 000–000,3 mSv kosmisch + 0,5–2 mSv terrestrisch |

| Aufenthaltsort im All | Effektive Dosis im Jahr       |
| --------------------- | ----------------------------- |
| interstellar          | ≈ 300–700 mSv                 |
| interplanetar         | ≈ 200 mSv (bei ruhiger Sonne) |
| Mond                  | ≈ 100 mSv (bei ruhiger Sonne) |

Strahlenbelastung pro Jahr von Bauteilen im Weltraum:
- LEO: je nach Bahn und Höhe: 5–20 Gy/a
- Van-Allen-Strahlungsgürtel: 500 Gy/a

## Strahlenexposition durch künstliche Quellen

### Bildgebende Verfahren in der Medizin
Mit der Entwicklung von Industrie, Forschung und Medizin hat sich der Mensch in zunehmendem Maße radioaktive Stoffe und ionisierende Strahlung nutzbar gemacht. Diese sind Ursache einer zusätzlichen, so genannten zivilisatorischen Strahlenexposition. Der weitaus größte Teil davon ist der Medizin zuzurechnen, vor allem der diagnostischen Anwendung der Röntgenstrahlung und in der Nuklearmedizin. Bei den meisten Untersuchungen treten Dosen auf, die mit jenen vergleichbar sind, die der Mensch seit jeher durch natürliche Strahlenquellen aufnimmt. Insgesamt beträgt die effektive Dosis durch medizinische Anwendungen im Durchschnitt etwa 1,9 mSv pro Jahr. Den höchsten Anteil an der medizinischen Strahlenexposition hat die Computertomographie. 6,1 % aller medizinischen Aufnahmen sind vom Computertomographen, der Anteil an der Strahlenexposition liegt aber bei 51,9 %. Eine Computertomographie des Bauchraumes führt zu einmaligen Expositionsdosen von 10–25 mSv.
In einer retrospektiven Kohortenstudie wurden in den Regionen Arizona, Dallas, Orlando, Florida und Wisconsin zwischen 1. Januar 2005 und 31. Dezember 2007 die kumulativen effektiven Strahlendosen von 952.420 Personen zwischen 18 und 64 Jahren errechnet. In diesem Zeitraum unterzogen sich 655.613 Versicherte (68,8 %) mindestens einem bildgebenden medizinischen Verfahren mit Strahlenexposition. Die durchschnittliche kumulative effektive Dosis durch die Bildgebung betrug 2,4 ± 6,0 mSv pro Versicherten und Jahr. Einer moderaten effektiven Dosis zwischen 3 und 20 mSv waren 193,8 pro 1000 Versicherten und Jahr ausgesetzt. Dies entspricht der Größenordnung, wie sie bei berufsmäßig strahlenexponierten Personen im Gesundheitswesen und in der Nuklearindustrie, die sich unter laufender Kontrolle befinden, erreicht werden darf. Bei Patienten erfolgt diese Kontrolle allerdings nicht. Hohe effektive Expositionen zwischen 20 und 50 mSv wurden bei 18,6 und sehr hohe Belastungen über 50 mSv bei 1,9 pro 1000 Versicherten und Jahr errechnet. Im Allgemeinen beobachtete man eine Zunahme der Strahlendosis mit zunehmendem Lebensalter, wobei Frauen noch stärker belastet waren als Männer. Computertomografien und nuklearmedizinische Untersuchungen trugen zu 75,4 % zur kumulativen effektiven Dosis bei. 81,8 % der gesamten Strahlendosis wurde bei ambulanten Untersuchungen appliziert.
Deutschland nimmt mit etwa 1,3 Röntgenaufnahmen pro Einwohner und Jahr einen Spitzenplatz ein. Die medizinische Anwendung von ionisierender Strahlung führt zu einer zusätzlichen Strahlenexposition von grob 2 mSv/a pro Einwohner. Auf diese lassen sich theoretisch 1,5 % der jährlichen Krebsfälle zurückführen.

### Kerntechnische Anlagen
Ein weiterer, allerdings sehr geringer Teil der zivilisatorischen Strahlenexposition ist auf den Normalbetrieb von kerntechnischen Anlagen, beispielsweise Kernkraftwerken, zurückzuführen. Technisch bedingt gelangen beim Betrieb von Kernkraftwerken geringe Mengen radioaktiver Stoffe über den Kamin in die Luft oder werden über das Kühlwasser in die Umgebung abgegeben. Die daraus resultierende effektive Dosis liegt im Mittel unter 10 µSv pro Jahr, also weit unterhalb der natürlichen Strahlenexposition. Dennoch sind laut einer Studie, deren Ergebnis das Bundesamt für Strahlenschutz bestätigt, in der Nähe von deutschen Kernkraftwerken (Umkreis von 5 km) bei Kindern unter 5 Jahren häufiger Leukämieerkrankungen zu beobachten als im statistischen Mittel. Aufgrund der geringen radioaktiven Abgabe von Leistungsreaktoren (Faktor 1.000 zu niedrig) kann der Befund nicht mit den Leistungsreaktoren als Alleinverursacher erklärt werden. Um die Ursache dieses Zusammenhangs erklären zu können, sind weitere Untersuchungen notwendig.
Forscher der Internationalen Agentur für Krebsforschung haben Daten von 268000 männlichen und 40000 weiblichen Nukleararbeitern aus Frankreich, Großbritannien und den USA analysiert. Ihre Gesundheit war durchschnittlich 27 Jahre lang im Rahmen einer Kohortenstudie kontrolliert worden. Die Personendosis betrug im Mittel jährlich 1,74 Millisievert, woraus mittlere Organdosen für das rote Knochenmark von 1,1 Millisievert im Jahr und 16 Millisievert für das Berufsleben abgeschätzt wurden. Das Risiko, an Leukämie zu sterben, erhöhte sich für die betroffene Personengruppe gemäß der Studie um knapp fünf Prozent gegenüber dem Risiko von nicht strahlenexponierten Personen (relatives Risiko 1,05).
Deutlich größer können die Belastungen bei gravierenden Unfällen sein. Für das erste Jahr nach dem Reaktorunglück von Tschernobyl wurde eine zusätzliche durchschnittliche effektive Dosis von 1,0 mSv in Bayern und 0,1 mSv in Nordrhein-Westfalen errechnet. Die derzeitige zusätzliche Strahlenexposition in Deutschland durch den Reaktorunfall beträgt noch ca. 16 µSv/a. 

### Kohleförderung und Kohlenutzung
Wenn man von kerntechnischen Unfällen absieht (der bislang wohl folgenschwerste 1986 in Tschernobyl kontaminierte weite Teile Europas), ist die Strahlenbelastung von Menschen durch Förderung und Verbrennung von Kohle deutlich höher als diejenige durch Kernkraftwerke. Kohle aller Lagerstätten enthält Spuren verschiedener radioaktiver Substanzen, vor allem von Radon, Uran und Thorium. Bei der Kohleförderung, vor allem aus Tagebauen, über Abgase von Kraftwerken oder über die Kraftwerksasche werden diese Substanzen freigesetzt und tragen über ihren Expositionspfad zur künstlichen Strahlenbelastung bei. Dabei gilt die Bindung an Feinstaubpartikel als besonders kritisch. In der Umgebung von Kohlekraftwerken werden teilweise höhere Belastungen gemessen als in der Nähe von Kernkraftwerken. Die weltweit jährlich alleine für die Stromerzeugung verwendete Kohle enthält unter anderem etwa 10.000 t Uran und 25.000 t Thorium. Nach Schätzungen des Oak Ridge National Laboratory werden durch die Nutzung von Kohle von 1940 bis 2040 weltweit 800.000 t Uran und 2 Mio. t Thorium freigesetzt.

### Förderung von Öl und Gas
siehe Radioaktiver Abfall#Entsorgung ohne genauen Nachweis

### Elektrotechnische Quellen
Elektrotechnische Anlagen können neben niederfrequenter elektromagnetischer Strahlung (siehe Elektromagnetische Umweltverträglichkeit) auch ionisierende Strahlung aussenden.
Bis in die 1980er Jahre waren der Schutz und die Schutzvorschriften gegen Röntgenstrahlung aus militärischen Radargeräten unzureichend (siehe Gesundheitsschäden durch militärische Radaranlagen).

### Andere technische Quellen
Kernwaffentests fallen mittlerweile mit ca. 5 µSv (in Deutschland) nicht mehr stark ins Gewicht. In den 1960er Jahren dagegen war die Strahlenexposition für Mitteleuropäer höher als nach dem Unfall in Tschernobyl.
In technischen Messsystemen werden ionisierende Partikel (Ölbohrtechnik für die Exploration und kompakte Strahler für Werkstoffmessungen) eingesetzt. Deren Handhabung erzeugt radioaktiven Abfall, der bei unkontrollierter Entsorgung oder Deponierung die Umwelt gefährdet oder vergiftet. Bekanntes triviales Beispiel sind die früher üblichen Zifferblätter von Armbanduhren mit Leuchtfarbe, die durch Radiumzusatz angeregt wurde, die Starter von Energiespar-Leuchtstofflampen und die Sensoren von Rauchdetektoren. Ferner werden in einigen Messgeräten für Feinstaub neuerdings auch Betastrahler eingesetzt.

## Strahlenexposition durch Lebensmittel und Genussmittel

### Wildbret und Wildpilze
Bedeutsame Strahlenexpositionen können über die Nahrungskette erfolgen. Nach dem Reaktorunglück von Tschernobyl wurden beispielsweise in einigen Landkreisen Bayerns große Mengen 137Cs durch Starkregen ausgefällt. Während Ackerboden kaum noch belastet ist, verbleibt das 137Cs in den oberen Schichten des Waldbodens und kann eine beträchtliche Belastung von Pilzen und Wildbret bewirken. Der höchste 2008 durch das Bayerische Landesamt für Gesundheit und Lebensmittelsicherheit in Wildpilzen gemessene Wert lag bei 10.484 Bq/kg. 2009 lag der Spitzenwert bei 8.492 Bq/kg und im Zeitraum von Mai bis Dezember 2010 wurden bei vier Proben Werte von mehr als 1.000 Bq/kg ermittelt. Wildschweine sind gegenüber Hirschen und Rehen um ein Vielfaches stärker belastet, da sie ihre Nahrung in der Streuschicht des Waldbodens finden, dort insbesondere in Trüffeln, die speziell Cäsium anreichern können. Der höchste 2008 in einer Probe Wildschweinfleisch in Bayern gemessene Wert lag bei 7.604 Bq/kg, der Durchschnitt aller Proben bei 707 Bq/kg, und somit deutlich über der für die Verkehrsfähigkeit des Fleisches gesetzten Höchstgrenze von 600 Bq/kg. 2013 waren einzelne Proben Wildschweinfleisch sogar mit über 10.000 Bq/kg belastet. Die orale Aufnahme von 1000 Bq 137Cs bewirkt eine Belastung von 14 µSv (Grenzwerte siehe Einheit Sievert).

### Tabak
Eine weitere Strahlenquelle ist Tabak. Das Rauchen von täglich 20 Zigaretten führt laut diversen Studien zu einer mittleren jährlichen Strahlenbelastung in einer Höhe von 0,29 bis 13 mSv durch 210Po und radioaktives Blei (210Pb). Andere Quellen sprechen von einer gesamten Strahlenbelastung in Höhe von 70 µSv pro Zigarette in der Partikelphase. Davon werden zwischen 40 % und 70 % im Filter zurückgehalten.

## Schutz vor ionisierender Strahlung
Da die Wirkungen auf rein statistischen Werten beruhen, kann man nur schwer Grenzwerte für die Normalbevölkerung festlegen. In der Praxis legt man dafür die Schwankungsbreite der natürlichen Strahlenexposition zu Grunde.
Für den Schutz der Bevölkerung und der Umwelt vor Strahlung aus der gezielten Nutzung von Radioaktivität ist folgender Grenzwert (effektive Dosis) in der europäischen Richtlinie 96/29/EURATOM und der deutschen, österreichischen sowie der schweizerischen Strahlenschutzverordnung (StrlSchV) festgelegt:
- 1 mSv pro Jahr für Personen der allgemeinen Bevölkerung (damit sollen auch speziell strahlenempfindliche Segmente wie keimendes Leben oder Kinder abgedeckt sein[30]).

Für volljährige Personen (mit Ausnahme von schwangeren Frauen), die beruflich strahlenexponiert sind, gelten nach den o. g. Rechtsnormen folgende Grenzwerte (effektive Dosis):
- 20 mSv pro Jahr
- 50 mSv in einem Jahr, aber nicht mehr als 100 mSv in 5 aufeinanderfolgenden Jahren.

Außerdem gibt es Grenzwerte für bestimmte Organdosen. In außergewöhnlichen Fällen sind auch Überschreitungen erlaubt.
Nach der deutschen und österreichischen Strahlenschutzverordnung werden die beruflich strahlenexponierten Personen in zwei Kategorien eingeteilt:
- Personen der Kategorie A: Sie dürfen eine maximale Jahresdosis von über 6 mSv erreichen, müssen aber jährliche ärztliche Untersuchungen durchlaufen (in Dtl. nur zur Arbeit im Kontrollbereich). Es ist i. d. R. jener Personenkreis, der sich regelmäßig in Kontrollbereichen aufhält.
- Personen der Kategorie B: Beruflich strahlenexponierte Personen, bei denen nicht davon auszugehen ist, dass sie mehr als 6 mSv innerhalb von 12 Monaten erhalten. In Österreich müssen auch sie während der Tätigkeit im Strahlenbereich laufend dosimetriert werden; in Deutschland gilt dies i. Allg. nur für Personen, die sich im Kontrollbereich aufhalten.

Wichtig sind aber auch Grenzwerte, die für Hilfsdienste festgelegt werden, da diese naturgemäß höher sein müssen, wenn es um die Rettung von Menschenleben oder besondere Sachwerte geht. Diese orientieren sich zum Teil auch an der Strahlenschutzverordnung. In Deutschland gibt die Feuerwehr-Dienstvorschrift FwDV 500 „Einheiten im ABC-Einsatz“ hierzu Referenzwerte an:
- 20 mSv zum Schutz von Sachwerten oder der Umwelt (gilt pro Einsatz und Jahr)
- 100 mSv zum Schutz von Menschenleben oder der Gesundheit (gilt pro Einsatz und Jahr)
- 250 mSv zur Rettung von Menschenleben, Vermeidung schwerer Gesundheitsschäden oder zu Vermeidung oder Bekämpfung einer Katastrophe (gilt pro Einsatz und nur einmal im Leben und kann im Einsatz auf bis zu 500 mSv angehoben werden).

Die Berufslebensdosis für strahlenexponierte Personen soll 0,4 Sv, für Astronauten 1–4 Sv nicht überschreiten.

## Tabellen
Die folgende Tabelle zeigt Art und Ausmaß verschiedener Arten von Strahlenexpositionen. Bei den Zahlenangaben handelt es sich um Mittelwerte. Abweichungen nach oben und unten sind je nach Wohnort, Tätigkeit möglich. Für die Bundesrepublik Deutschland werden diese Werte in einem jährlichen Parlamentsbericht veröffentlicht, in Österreich vom Bundesministerium für Land- und Forstwirtschaft, Umwelt und Wasserwirtschaft (BMLFUW) zusammen mit dem Bundesministerium für Gesundheit (BMG), in der Schweiz vom Bundesamt für Bevölkerungsschutz (BABS) innerhalb des Eidgenössischen Departementes für Verteidigung, Bevölkerungsschutz und Sport (VBS), in Slowenien von der Slovenian Nuclear Safety Administration (SNSA), einer Agentur des Ministrstvo za okolje in prostor (MOP, das Umwelt- und Raumplanungsministerium).

### Effektivdosen der Strahlungsquellen in mSv/a
| Art der Strahlenquelle                                               | DE        | AT        |
| -------------------------------------------------------------------- | --------- | --------- |
| Natürliche Strahlenquellen                                           |           |           |
| Kosmische Strahlung                                                  | (m) 0,300 | 1,00      |
| Terrestrische Strahlung                                              |           | 1,00      |
| • Äußerliche Bestrahlung                                             | 0,400     | 1,00      |
| • Einatmen von Radon (und Folgeprodukten)                            | 1,100     | 1,60      |
| • Sonstige innere Strahlung (Ingestion natürlicher Radionuklide)     | 0,300     | 0,30      |
| Summe natürlicher Strahlenquellen                                    | ≈ 2,000   | ≈ 3,00    |
| Künstliche Strahlenquellen                                           |           |           |
| Medizinische Anwendungen                                             | 1,900     | 1,30      |
| Kernkraftwerke (Normalbetrieb)                                       | < 0,010   | −         |
| Folgen des Tschernobyl-Unfalls (t)                                   | < 0,011   | < 0,01    |
| Atombombenversuche/Kernwaffentests                                   | < 0,010   | < 0,01    |
| Sonstige künstliche Strahlung                                        | < 0,020   |           |
| • Anw. radioakt. Stoffe und ion. Str. in Forschung Technik, Haushalt | < 0,020   | < 0,020   |
| • Berufliche Strahlenexposition                                      | < 0,020   | ca. 0,050 |
| Summe künstlicher Strahlenquellen                                    | ≈ 2,000   | < 1,50    |
| Summe natürliche + künstliche Strahlenquellen                        | ≈ 4,000   | ≈ 4,30    |

(m) auf Meeresniveau
(t) Pegel 25 Jahre nach dem Unfall

### Beispiele für Dosen
| Art der Exposition                           | Dosis                                         |
| -------------------------------------------- | --------------------------------------------- |
|                                              | Herddosis (Zielgewebe) (Angaben in mGy)       |
| Strahlentherapie bei Krebs                   | 020.000–080.000                               |
| Radiojodtherapie bei gutartigen Erkrankungen | 120.000–400.000                               |
|                                              | Äquivalentdosis (Ganzkörper) (Angaben in mSv) |
| Schwellendosis für akute Strahlenschäden     | 250                                           |
| Computertomographie (Brustkorb)              | 006–8                                         |
| Flugzeugreise (8 h, Höhe 12 km)              | 000,04–0,1                                    |
| Röntgenaufnahme (Schädel)                    | 000,1                                         |